# مؤتمر الأمم المتحدة للتغير المناخي 2001
مؤتمر الأمم المتحدة للتغير المناخي لعام 2001 عُقد في مراكش، المغرب، من 29 أكتوبر إلى 10 نوفمبر 2001. وشمل المؤتمر الدورة السابعة لمؤتمر الأطراف (COP7) لاتفاقية الأمم المتحدة الإطارية بشأن التغير المناخي (UNFCCC). واختتم المفاوضون العمل بشأن خطة عمل بوينس آيرس، وضعوا اللمسات الأخيرة على معظم التفاصيل التنفيذية وتمهيد الطريق أمام الدول للتصديق على اتفاقية كيوتو. وتعرف الحزمة الكاملة من القرارات باسم اتفاقيات مراكش [الإنجليزية]. واحتفظ وفد الولايات المتحدة بدور المراقب، ورفض المشاركة في المفاوضات. وواصلت أطراف أخرى الإعراب عن أملها على أن تنخرط الولايات المتحدة من جديد في العملية في مرحلة ما، والعمل على تحقيق التصديق على اتفاقية كيوتو من العدد المطلوب من البلدان لدخوله حيز التنفيذ (يحتاج 55 بلداً إلى التصديق عليه، وهو ما يمثل 55% من انبعاثات ثاني أكسيد الكربون في الدول المتقدمة في عام 1990). وحدد موعد انعقاد القمة العالمية للتنمية المستدامة (أغسطس - سبتمبر 2002) كهدف لدخول الاتفاقية حيز التنفيذ، وكان من المقرر عقد القمة العالمية للتنمية المستدامة في جوهانسبرج بجنوب أفريقيا.
وشملت القرارات الرئيسية في مؤتمر الأطراف السابع ما يلي:
- القواعد التشغيلية للاتجار الدولي بالانبعاثات بين الأطراف في الاتفاقية وآلية التنمية النظيفة والتنفيذ المشترك.
- نظام امتثال يحدد عواقب الفشل في تحقيق أهداف الانبعاثات ولكنه يؤجل إلى الأطراف في الاتفاقية، بمجرد دخوله حيز التنفيذ، اتخاذ القرار بشأن ما إذا كانت تلك العواقب ستكون ملزمة قانوناً.
- الإجراءات المحاسبية لآليات المرونة.
- قرار للنظر في الدورة الثامنة لمؤتمر الأطراف في كيفية تحقيق مراجعة لمدى كفاية الالتزامات التي قد تؤدي إلى مناقشات حول الالتزامات المستقبلية للبلدان النامية.